# Paul Fauconnet
Pour les articles homonymes, voir Fauconnet.
Paul Fauconnet, né le 13 mars 1874 à Saint-Denis, mort à Paris en 1938, est un sociologue français.
Il est connu d'une part pour ses contributions au périodique L'Année sociologique, fondé par Émile Durkheim, et d'autre part pour ses analyses sociologiques de la responsabilité pénale. Il y prolonge la perspective développée par Émile Durkheim au sujet de la fonction sociale du crime.

## Biographie
En 1895, Paul Fauconnet a obtenu son agrégation en philosophie ainsi que son premier doctorat. En 1920, il a soutenu son second doctorat ; l'intitulé de sa thèse est La Responsabilité : Étude de Sociologie. En 1907, il enseigne à la Faculté de Lettres de l'Université de Toulouse, en remplacement de Célestin Bouglé, il y reste jusqu'en 1921, date de sa nomination comme maître de conférences de sociologie et de science de l'éducation à la Faculté des Lettres de Paris. Il y obtient, en qualité de professeur, une chaire de sociologie en 1932,.
Il contribue à de nombreuses revues, telles que la Revue philosophique et le Devenir social (à partir de 1898), l'Année sociologique (tomes I à XII, rubrique sociologie juridique et morale), le Mouvement socialiste (à partir de 1900), ou encore à la Grande encyclopédie (tome XXXe, article « Sociologie », avec Marcel Mauss). Il dirige, avec Marcel Mauss, la nouvelle série de l'Année sociologique (1925). Il est aussi membre du Comité supérieur consultatif de l'Instruction publique des colonies (1935).
On sait qu'il fut dreyfusard. On note par ailleurs qu'il réfute l'opposition systématique établie par certains universitaires allemands entre les coutumes hébraïques et les codes juridiques aryens.

## Théorie
Dans sa thèse, Fauconnet exploite une riche documentation sur les pratiques et conceptions pénales de différentes sociétés (Israël, Grèce antique, Rome antique, Europe médiévale, etc.) Au sens de la responsabilité pénale, être responsable c'est d'abord être apte à supporter une sanction. Or dans la plupart des sociétés (notamment primitives, antiques et médiévales), la responsabilité d'un sujet découle de la situation dans laquelle il se trouve engagé. Le sujet peut être sanctionné sans considération de ses intentions réelles ; très souvent, on substitue au crime un symbole qui le représente et l'important est que la sanction tombe sur quelqu'un ou sur quelque chose. La prise en compte de la volonté de l'agent n'est pas nécessaire ; dès lors qu'elle tend à prévaloir, on passe d'une responsabilité "objective" à une responsabilité "subjective". Fauconnet montre que la prise en compte des intentions équivaut à une atténuation de la responsabilité collective et communicable (sous la pression de forces inhibitrices), et qu'elle correspond donc à une forme exténuée de la responsabilité, et non, comme le pensent les philosophes, à sa forme pure.
L'ouvrage dans lequel cette théorie est exposée, La Responsabilité, a été réédité par Laurent Fedi dans la collection Corpus dirigée par Michel Serres (EUD, 2010).

## Postérité
Cette thèse paradoxale et stimulante a été discutée dans le champ des sciences humaines. Jean Piaget conteste le parti pris méthodologique de Fauconnet qui privilégie une structure particulière au détriment des fonctions, et les invariants au détriment des transformations, mais il lui emprunte la distinction entre responsabilité "objective" et "subjective", qu'il juge propice à l'étude de l'évolution du jugement moral chez l'enfant (Piaget, Le jugement moral chez l'enfant, Paris, Alcan, 1932).
Plusieurs chercheurs se sont intéressés récemment à l'œuvre de Fauconnet, soit pour la commenter, soit pour la prolonger : Massimo Borlandi, Philippe Combessie, Laurent Fedi, Bruno Karsenti, Pierrette Poncela, Thierry Tirbois, Geoffroy de Lagasnerie.